# Diospyros elegans
Diospyros elegans là một loài thực vật có hoa trong họ Thị. Loài này được C.B.Clarke mô tả khoa học đầu tiên năm 1882.